# Grant Wahl
Grant Wahl (Mission, 2 de dezembro de 1973 – Lusail, 10 de dezembro de 2022) foi um jornalista esportivo norte-americano e analista de futebol da CBS Sports, mais conhecido por ter sido editor sênior da Sports Illustrated e correspondente da Fox Sports. Ele também foi o autor do livro The Beckham Experiment, lançado em 2009.

## Biografia
Wahl nasceu em Mission, Kansas. Durante seu primeiro ano na Universidade de Princeton, ele cobriu o time de futebol masculino da universidade, o Princeton Tigers, então treinado por Bob Bradley, que futuramente treinaria times da Major League Soccer e a Seleção de Futebol dos Estados Unidos. Bradley deu a Wahl a oportunidade de estudar na Argentina, onde pôde acompanhar o Boca Juniors, antes de voltar aos Estados Unidos para a Copa do Mundo da FIFA 1994. Wahl citava suas experiências com Bradley como catalizador de seu amor pelo esporte.
Em 1996, Wahl começou sua carreira trabalhando no Miami Herald como estagiário. A partir daí, ele ingressou na Sports Illustrated em novembro de 1996, cobrindo basquete universitário e futebol. Em sua carreira, Wahl cobriu 12 torneios de basquete da NCAA, oito Copas do Mundo da FIFA e quatro Jogos Olímpicos. Wahl foi aclamado pela crítica pela primeira vez por sua reportagem de capa "Where's Daddy?". (1998), que documentou o número crescente de filhos ilegítimos nascidos de atletas profissionais. Desde então, ele escreveu inúmeras histórias de capa e perfis de atletas. Além disso, Wahl recebeu quatro prêmios Magazine Story of the Year da Associação de escritores americanos de basquete. Em outubro de 2000, Wahl foi promovido ao cargo de redator sênior da Sports Illustrated. Wahl cobriu futebol para a revista e para o site SI.com.
Em seu primeiro livro, The Beckham Experiment (2009), Wahl se concentrou na transferência de David Beckham para o Los Angeles Galaxy na Major League Soccer e seu impacto na liga. O livro tornou-se um best-seller do New York Times.
Em outubro de 2009, enquanto cobria a quarta rodada de qualificação para a Copa do Mundo FIFA de 2010, Wahl teve seu telefone e carteira roubados à mão armada em plena luz do dia em Tegucigalpa, Honduras; Mais cedo naquele dia, ele entrevistou o presidente interino de Honduras, Roberto Micheletti, que mais tarde se desculpou com Wahl pelo incidente.
Em fevereiro de 2011, Wahl anunciou uma possível candidatura para se tornar presidente da FIFA nas próximas eleições para destituir o titular Joseph Blatter pelo menos um era necessário). Como resultado da candidatura de Wahl, a FIFA alterou seu processo de indicação presidencial para exigir o endosso de pelo menos cinco associações.
Em outubro de 2012, Wahl ingressou na Fox Sports depois de cobrir o torneio UEFA Euro 2012 no início daquele ano pelo canal. Em 2013, a Sports Illustrated lançou sua seção de futebol, chamada Planet Fútbol, com Wahl no comando. Em 10 de abril de 2020, Wahl foi demitido da Sports Illustrated após criticar James Heckman, CEO da editora Maven, que publica a revista, pela forma de Heckman lidar com cortes salariais durante a pandemia de coronavírus. Em resposta, Heckman criticou o trabalho de Wahl e sua recusa em se voluntariar para um corte permanente de salário.
Em 5 de outubro de 2021, Wahl ingressou na CBS Sports, onde se tornou analista de cobertura de partidas de futebol da CONCACAF, bem como consultor editorial de documentários de futebol que vão ao ar no Paramount +.
Enquanto acompanhava os Estados Unidos para a Copa do Mundo FIFA de 2022, Wahl se envolveu em uma polêmica no Catar sobre a proibição de itens com arco-íris. Wahl foi preso dentro de um estádio por causa da camisa que vestia (que trazia a imagem considerada ofensiva), enquanto um repórter do The New York Times que tentou noticiar o incidente também foi preso por autoridades do Catar.

## Falecimento
Wahl faleceu em 10 de dezembro de 2022, enquanto cobria a partida das quartas-de-final entre Argentina e Países Baixos em Lusail. O irmão de Wahl, Eric, disse que desmaiou no estádio e recebeu RCP. Em seguida, ele foi levado de Uber para um hospital da região, onde faleceu. Ele disse que a família está em contato com funcionários do Departamento de Estado e da Casa Branca. Eric Wahl disse que seu irmão recebeu ameaças de morte e acreditava que Wahl havia sido assassinado.